# Nicolau Copérnico
Nicolau Copérnico (Toruń, 19 de fevereiro de 1473 — Frauenburgo, 24 de maio de 1543) foi um astrônomo e matemático polonês que desenvolveu a teoria heliocêntrica do Sistema Solar. Foi também cónego da Igreja Católica, governador e administrador, jurista e médico.
Sua teoria do Heliocentrismo, que colocou o Sol como o centro do Sistema Solar, contrariando a então vigente Teoria Geocêntrica (que considerava a Terra como o centro), é considerada como uma das mais importantes hipóteses científicas de todos os tempos, tendo constituído o ponto de partida da astronomia.

## Biografia

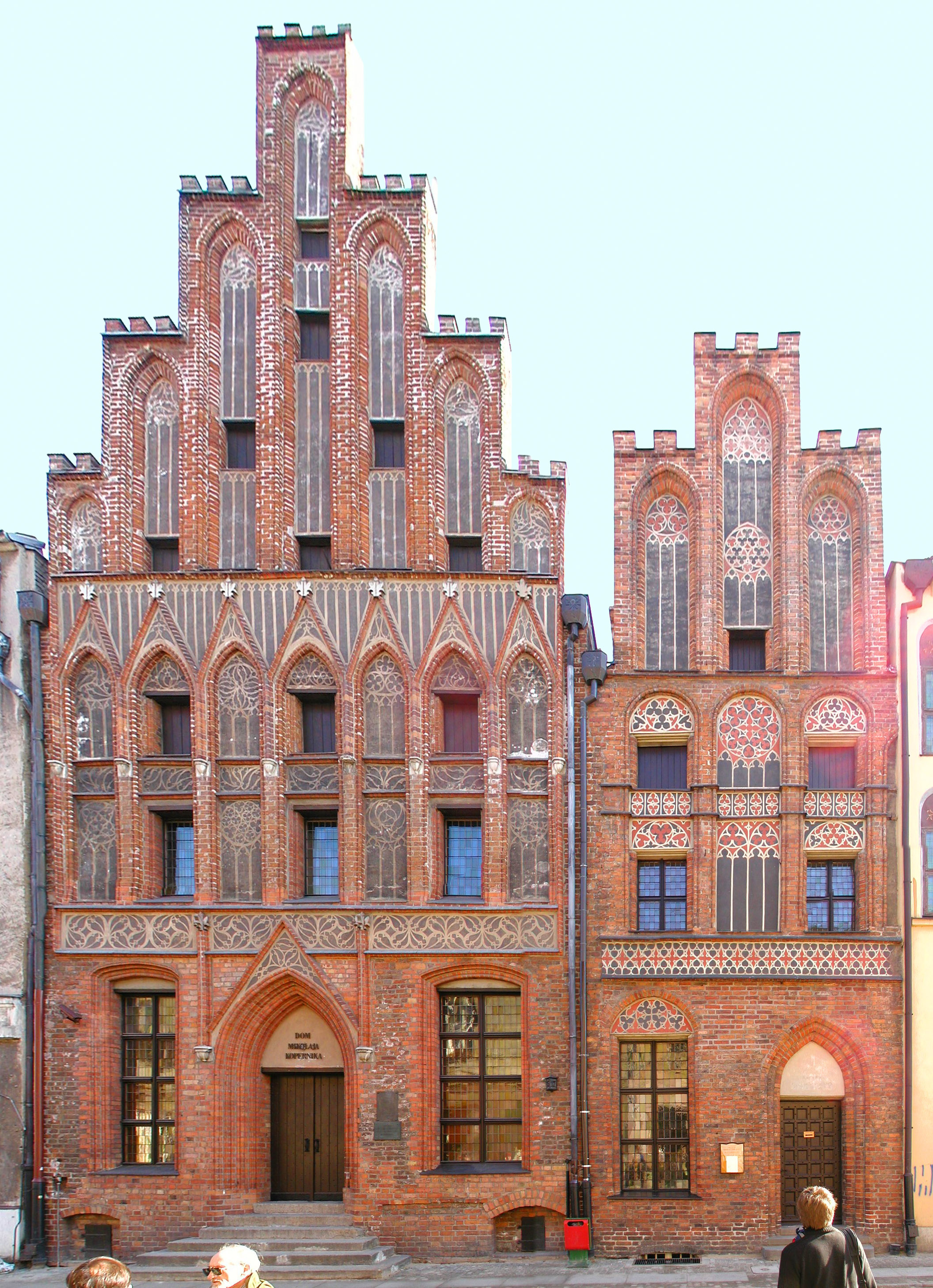
Casa natal de Copérnico em Toruń (atual rua Copérnico nº 15, à esquerda). Com a casa de nº 17 (à direita) forma o Muzeum Mikołaja Kopernika

Nicolau Copérnico, em polonês Mikołaj Kopernikⓘ, nasceu quando sua cidade natal, Toruń, fazia parte da província da Prússia Real, no Reino da Polônia (1385–1569). Seu pai era um comerciante de Cracóvia e sua mãe era filha de um abastado comerciante de Toruń. Nicolau era o mais jovem de quatro filhos. Seu irmão André tornou-se um cônego da Ordem dos Agostinianos em Frombork (Frauenburgo). Sua irmã Bárbara, mesmo nome de sua mãe, tornou-se uma religiosa da Ordem dos Beneditinos e, em seus últimos anos, priora de um convento em Chełmno (Kulm); tendo morrido após 1517. Sua irmã Catarina casou-se com Barthel Gertner, também importante comerciante e edil da cidade de Toruń, com quem teve cinco filhos, cuidados por Copérnico até o fim de seus dias, não tendo ele próprio se casado ou tido filhos.

## A origem da teoria heliocêntrica
Na teoria de Copérnico, a Terra move-se em torno do Sol. Mas, seus dados foram corrigidos pelas observações de Tycho Brahe. Com base nelas e em seus próprios cálculos, Johannes Kepler reformou radicalmente o modelo copernicano e chegou a uma descrição realista do Sistema Solar. Esse fenômeno já havia sido estudado e defendido pelo bispo de Lisieux, Nicole d'Oresme, no século XIV. O movimento da Terra era negado pelos partidários de Aristóteles e Ptolomeu. Eles argumentavam que, caso a Terra se movesse, as nuvens, os pássaros no ar ou os objetos em queda livre seriam deixados para trás. Galileu Galilei combateu essa ideia, afirmando que, se uma pedra fosse abandonada do alto do mastro de um navio, um observador a bordo sempre a veria cair em linha reta, na vertical. E, baseado nisso, nunca poderia dizer se a embarcação estava em movimento ou não. Caso o barco se movesse, porém, um observador situado na margem veria a pedra descrever uma curva descendente – porque, enquanto cai, ela acompanha o deslocamento horizontal do navio. Tanto um observador quanto o outro constataria que a pedra chega ao convés exatamente no mesmo lugar: O pé do mastro. Pois ela não é deixada para trás quando o barco se desloca. Da mesma forma, se fosse abandonada do alto de uma torre, a pedra cairia sempre ao pé da mesma – quer a Terra se mova ou não.
O cardeal São Roberto Belarmino presidiu o tribunal que proibiu a teoria copernicana. Culto e moderado, ele conseguiu poupar Galileu. Estimulado pelo novo papa Urbano VIII, seu grande admirador, o cientista voltou à carga. Mas o Papa sentiu-se ridicularizado num livro de Galileu. E isso motivou sua condenação.

## A teoria heliocêntrica

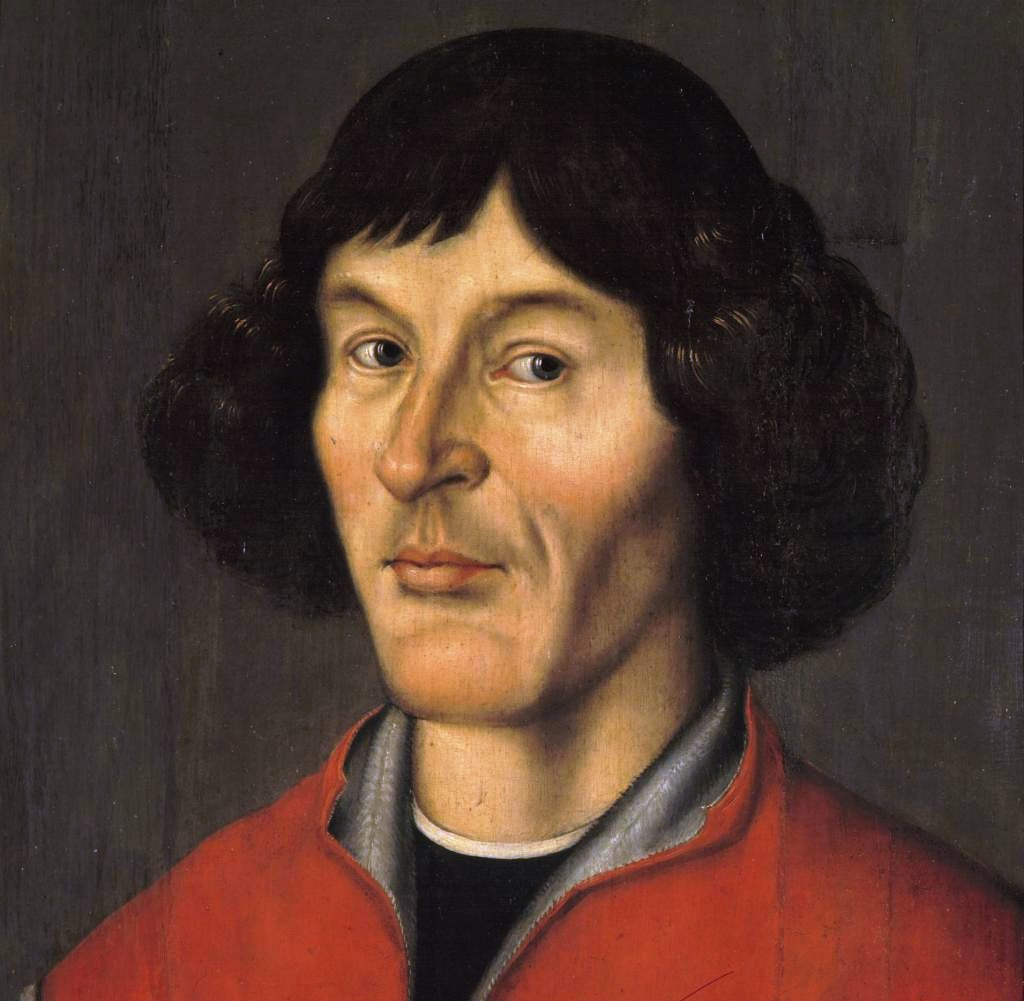
Nicolau Copérnico

A teoria do modelo heliocêntrico, a maior teoria de Copérnico, foi publicada em seu livro, De revolutionibus orbium coelestium ("Da revolução de esferas celestes"), durante o ano de sua morte, 1543. Apesar disso, ele já havia desenvolvido sua teoria algumas décadas antes.
O livro marcou o começo de uma mudança de um universo geocêntrico, ou antropocêntrico, com a Terra em seu centro. Copérnico acreditava que a Terra era apenas mais um planeta que concluía uma órbita em torno de um sol fixo todo ano e que girava em torno de seu eixo todo dia. Ele chegou a essa correta explicação do conhecimento de outros planetas e explicou a origem dos equinócios corretamente, através da vagarosa mudança da posição do eixo rotacional da Terra. Ele também deu uma clara explicação da causa das estações: O eixo de rotação da terra não é perpendicular ao plano de sua órbita.
Em sua teoria, Copérnico descrevia mais círculos, os quais tinham os mesmos centros, do que a teoria de Ptolomeu (modelo geocêntrico). Apesar de Copérnico colocar o Sol como centro das esferas celestiais, ele não fez do Sol o centro do universo, mas perto dele.

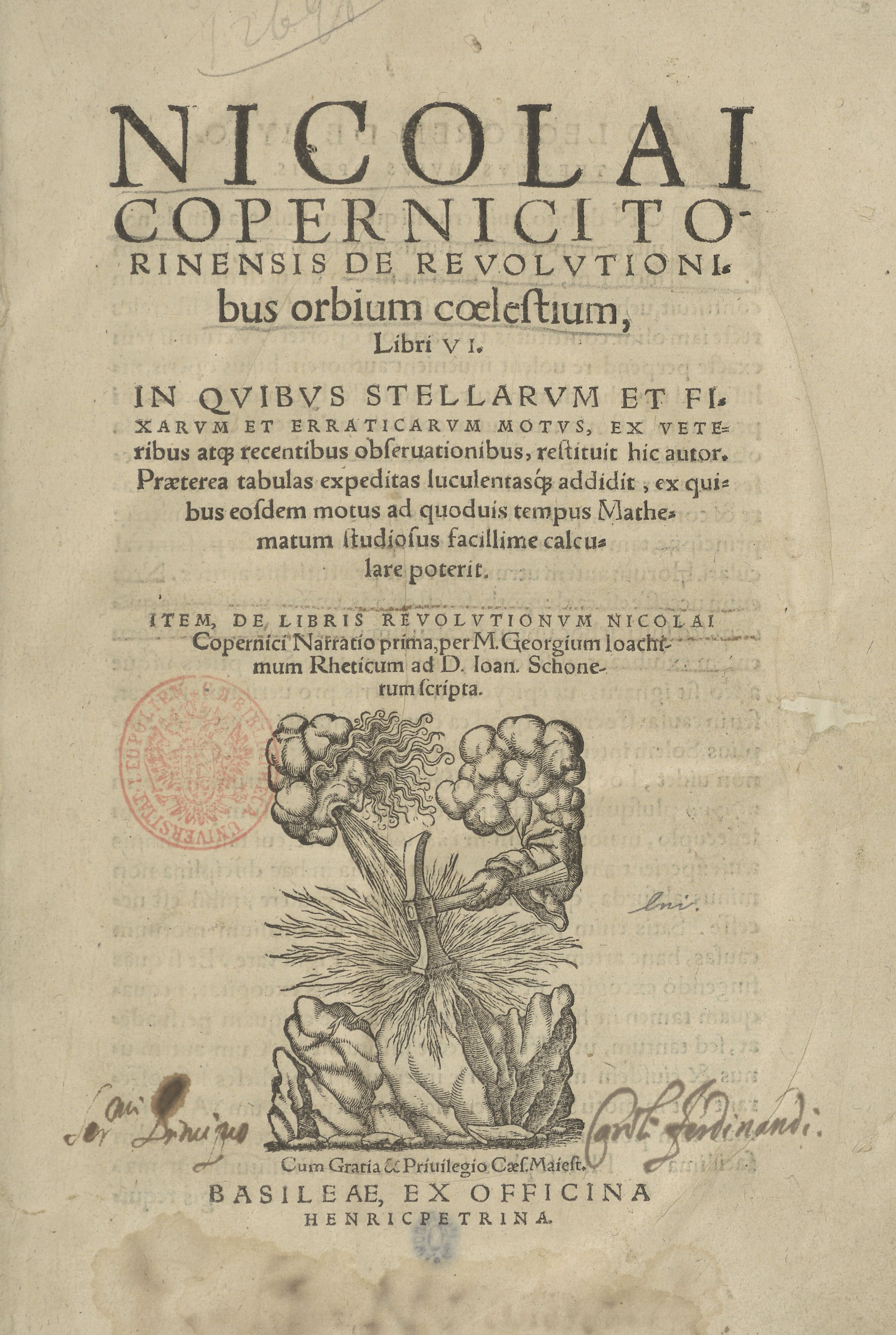
Folha de rosto do livro De revolutionibus orbium coelestium

Do ponto de vista experimental, o sistema de Copérnico não era melhor do que o de Ptolomeu. E Copérnico sabia disso, e não apresentou nenhuma prova observacional em seu manuscrito, fundamentando-se em argumentos sobre qual seria o sistema mais completo e elegante.
Da sua publicação, até aproximadamente 1700, poucos astrônomos foram convencidos pelo sistema de Copérnico, apesar da grande circulação de seu livro (aproximadamente 500 cópias da primeira e segunda edições, o que é uma quantidade grande para os padrões científicos da época). Entretanto, muitos astrônomos aceitaram partes de sua teoria, e seu modelo influenciou muitos cientistas renomados que viriam a fazer parte da história, como Galileu e Kepler, que conseguiram assimilar a teoria de Copérnico e melhorá-la. As observações de Galileu das fases de Vênus produziram a primeira evidência observacional da teoria de Copérnico. Além disso, as observações de Galileu das luas de Júpiter provaram que o sistema solar contém corpos que não orbitavam a Terra.
O sistema de Copérnico pode ser resumido em algumas proposições, assim como foi o próprio Copérnico a listá-las em uma síntese de sua obra mestra, que foi encontrada e publicada em 1878.
As principais partes da teoria de Copérnico são:
- Os movimentos dos astros são uniformes, eternos, circulares ou uma composição de vários círculos (epiciclos);
- O centro do universo é perto do Sol;
- Perto do Sol, em ordem, estão Mercúrio, Vênus, Terra, Lua, Marte, Júpiter, Saturno, e as estrelas fixas;
- A Terra tem três movimentos: rotação diária, volta anual, e inclinação anual de seu eixo;
- O movimento retrógrado dos planetas é explicado pelo movimento da Terra;
- A distância da Terra ao Sol é pequena se comparada à distância às estrelas.

Se essas proposições eram revolucionárias ou conservadoras era um tópico muito discutido durante o vigésimo século. Thomas Kuhn argumentou que Copérnico apenas transferiu algumas propriedades, antes atribuídas a Terra, para as funções astronômicas do Sol. Outros historiadores, por outro lado, argumentaram a Kuhn, que ele subestimou quão revolucionárias eram as teorias de Copérnico, e enfatizaram a dificuldade que Copérnico deveria ter em modificar a teoria astronômica da época, utilizando apenas uma geometria simples, sendo que ele não tinha nenhuma evidência experimental.

## O modelo heliocêntrico
Os filósofos do século XV aceitavam o geocentrismo como fora estruturado por Aristóteles e Ptolomeu. Esse sistema cosmológico afirmava (corretamente) que a Terra era esférica, mas também afirmava (erradamente) que a Terra estaria parada no centro do Universo enquanto os corpos celestes orbitavam em círculos concêntricos ao seu redor. Essa visão geocêntrica tradicional foi abalada por Copérnico em 1537, quando este começou a divulgar um modelo cosmológico em que os corpos celestes giravam ao redor do Sol, e não da Terra. Essa era uma teoria de tal forma revolucionária que Copérnico escreveu no seu De revolutionibus orbium coelestium (do latim: "Das revoluções das esferas celestes"): "quando dediquei algum tempo à ideia, o meu receio de ser desprezado pela sua novidade e o aparente contrassenso quase me fez largar a obra feita".

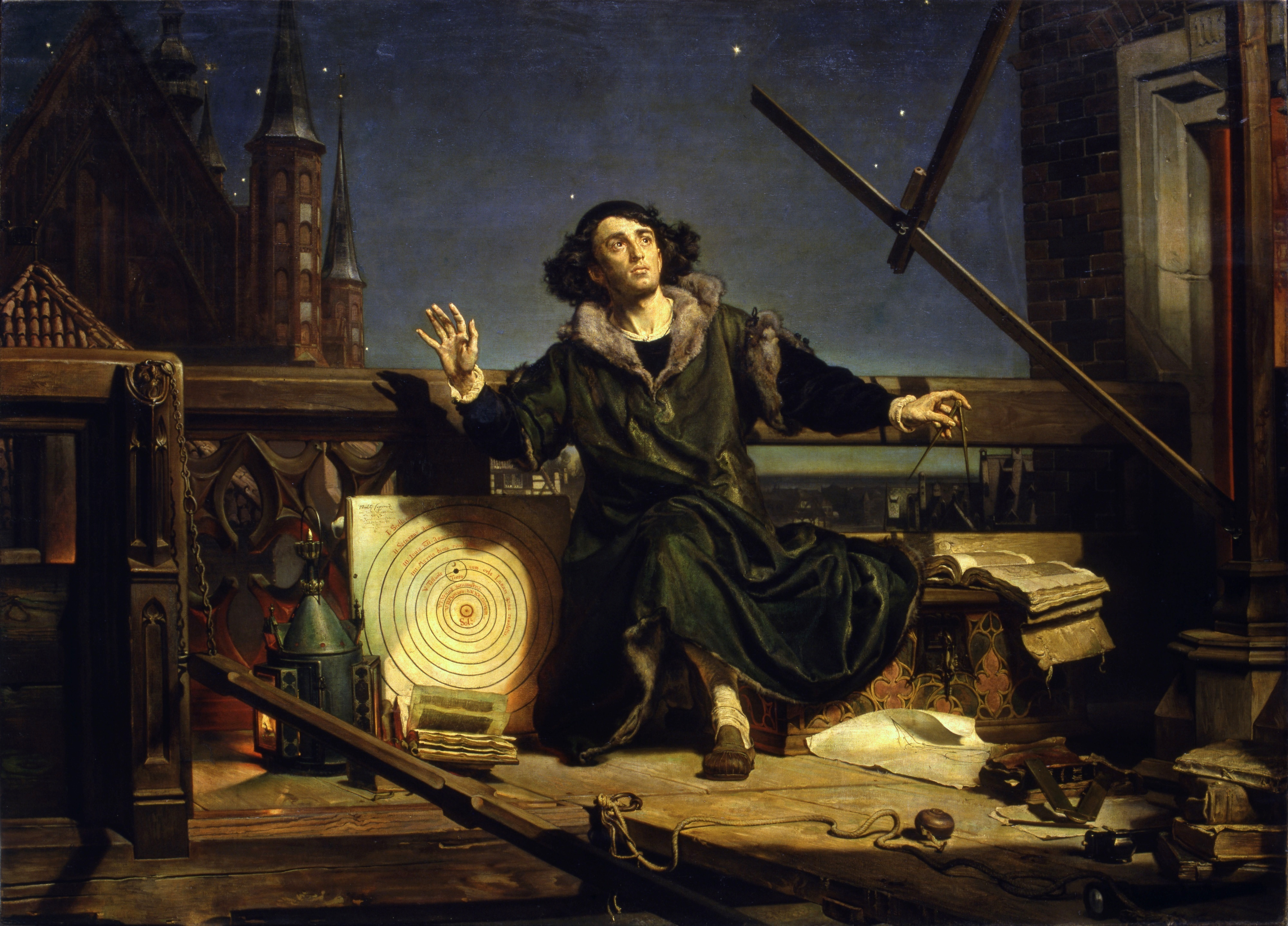
Astrônomo Copérnico: Conversa com Deus, por Jan Matejko

Naquele tempo a Igreja Católica aceitava essencialmente o geocentrismo aristotélico, embora a esfericidade da Terra estivesse em aparente contradição com interpretações literais de algumas passagens bíblicas. Ao contrário do que se poderia imaginar, durante a vida de Copérnico não se encontram críticas sistemáticas ao modelo heliocêntrico por parte do clero católico. De fato, membros importantes da cúpula da Igreja ficaram positivamente impressionados pela nova proposta e insistiram para que essas ideias fossem mais desenvolvidas. Contudo, a defesa, quase um século depois, por Galileu Galilei da teoria heliocêntrica vai deparar-se com grandes resistências no seio da mesma Igreja Católica. Essas críticas eram fundamentadas no fato de que o paradigma científico da época era a teoria geocêntrica, e a maioria da comunidade científica defendia essa visão, incluindo cientistas conceituados como Tyco Brahe. É importante ressaltar que a teoria heliocêntrica só seria comprovada cientificamente no século XVIII, com a descoberta de James Bradley da aberração da luz solar, e confirmada por meio da descoberta da paralaxe estelar.
Como Copérnico tinha por base apenas suas observações dos astros a olho nu e não tinha possibilidade de demonstração da sua hipótese, muitos homens de ciência acolheram com cepticismo as suas ideias. Apesar disso, o trabalho de Copérnico marcou o início de duas grandes mudanças de perspectiva. A primeira diz respeito à escala de grandeza do Universo: avanços subsequentes na astronomia demonstraram que o universo era muito mais vasto do que supunham quer a cosmologia aristotélica quer o próprio modelo copernicano; a segunda diz respeito à queda dos graves. A explicação aristotélica dizia que a Terra era o centro do universo e portanto, o lugar natural de todas as coisas. Na teoria heliocêntrica, contudo, a Terra perdia esse estatuto, o que exigiu uma revisão das leis que governavam a queda dos corpos, e mais tarde, conduziu Isaac Newton a formular a lei da gravitação universal. Ainda que imperfeita, pois indicava que as órbitas dos planetas seriam circulares e não elípticas como se veio a descobrir, a teoria de Copérnico abriu caminho para as grandes descobertas astronômicas.

## Cronologia

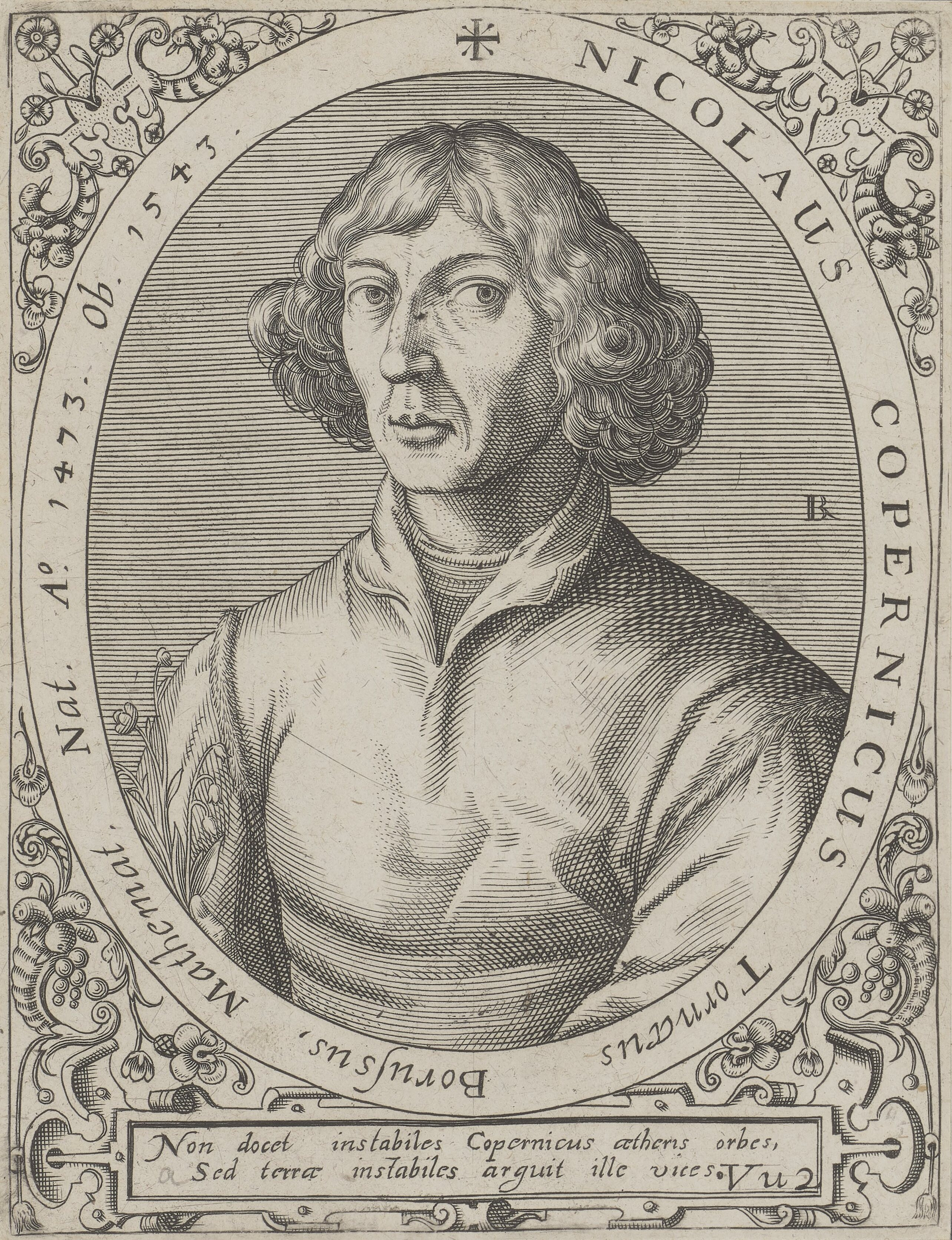
Nicolaus Copernicus Tornaeus Borussus Mathematicus, por Theodor de Bry e Jean-Jacques Boissard, 1597

- 1473 – 19 de Fevereiro – nasce Nicolau Copérnico, em Thorn, Prússia Real uma província da Polónia.
- 1483 – Morre o pai de Copérnico, que vai ser criado pelo tio materno, Lucas Watzenrode.
- 1489 – Lucas Watzenrode, tio de Copérnico é eleito Bispo de Warmia.
- 1491 – Copérnico vai para a Universidade de Cracóvia.
- 1497 – Copérnico vai para a Itália, estudar Direito Canónico na Universidade de Bolonha.
- 1497 – 9 de Março – Copérnico registra sua primeira observação astronómica: uma ocultação da estrela Aldebarã.
- 1499 – Copérnico viaja para Roma.
- 1503 – Copérnico recebe seu diploma em Direito Canônico, em Ferrara.
- 1503 – Copérnico retorna para a Prússia Real.
- 1504 – É eleito Cônego em Frauenburgo.
- 1512 – Morre o tio de Copérnico, o bispo Lucas Watzenrode, que o educou.
- 1517 – 31 de Outubro – Martinho Lutero publica as 95 teses de sua Reforma.
- 1534 – Alessandro Farnese é eleito papa sob o nome de Paulo III.
- 1539 – Rheticus torna-se discípulo de Copérnico, em Frauenburgo.
- 1542 – O Papa Paulo III restabelece a Inquisição.
- 1543 – Rheticus, em nome de Copérnico, publica a obra "De Revolutionibus Orbium Coelestium" em Nuremberga.
- 1543 – Em 24 de maio morre Copérnico, em Frauenburgo, no mesmo dia da publicação de sua obra "Da revolução de esferas celestes".
- 1545 – O Papa Paulo III convoca o Concílio de Trento.
- 2010 – Os restos mortais de Copérnico são enterrados novamente na catedral de Frombork, 467 anos após sua morte.[4]

## Edições
- De revolutionibus orbium coelestium, Latim, Amsterdã, Willem Jansz Blaeu, 1617.
- De revolutionibus orbium coelestium, Latim, Nuremberg, Johann Petreius, 1543.